# Distrito de Graz-Umgebung
Graz-Umgebung es un distrito del estado de Estiria (Austria).

## Localidades con población (año 2018)
- Deutschfeistritz 4311
- Dobl-Zwaring 3537
- Eggersdorf bei Graz 6620
- Feldkirchen bei Graz 6308
- Fernitz-Mellach 4804
- Frohnleiten 6655
- Gössendorf 3981
- Gratkorn 7892
- Gratwein-Straßengel 13 002
- Hart bei Graz 4972
- Haselsdorf-Tobelbad 1426
- Hausmannstätten 3288
- Hitzendorf 7134
- Kainbach bei Graz 2834
- Kalsdorf bei Graz 6954
- Kumberg 3843
- Laßnitzhöhe 2817
- Lieboch 5096
- Nestelbach bei Graz 2648
- Peggau 2199
- Premstätten 6068
- Raaba-Grambach 4420
- Sankt Bartholomä 1442
- Sankt Marein bei Graz 3675
- Sankt Oswald bei Plankenwarth 1244
- Sankt Radegund bei Graz 2165
- Seiersberg-Pirka 11 187
- Semriach 3323
- Stattegg 2927
- Stiwoll 722
- Thal 2261
- Übelbach 2036
- Vasoldsberg 4572
- Weinitzen 2617
- Werndorf 2365
- Wundschuh 1599

Barrios, aldeas y otras subdivisiones del municipio se indican con letras pequeñas.
- Attendorf
  - Attendorfberg, Mantscha, Schadendorfberg, Södingberg, Stein
- Brodingberg
  - Brodersdorf, Haselbach, Affenberg
- Deutschfeistritz
  - Zitoll, Kleinstübing, Prenning, Waldstein
- Dobl
  - Muttendorf, Petzendorf, Weinzettl
- Edelsgrub
- Eggersdorf bei Graz
  - Edelsbach bei Graz
- Eisbach
  - Hörgas, Kehr und Plesch, Rein
- Feldkirchen bei Graz
  - Abtissendorf, Lebern, Wagnitz
- Fernitz
  - Gnaning
- Frohnleiten
  - Adriach, Badl, Brunnhof, Gams, Gamsgraben, Hofamt, Laas, Laufnitzdorf, Laufnitzgraben, Leutnant Günther-Siedlung, Maria Ebenort, Peugen, Pfannberg, Rothleiten, Schönau, Schrauding, Schweizerfabrik, Ungersdorf, Wannersdorf
- Gössendorf
  - Dörfla, Thondorf, Grambach
- Gratkorn
  - Forstviertel, Freßnitzviertel, Kirchenviertel, Sankt Veit, Unterfriesach
- Gratwein
- Großstübing
- Gschnaidt
- Hart bei Graz
  - Hart bei St. Peter, Messendorf
- Hart-Purgstall
  - Hart bei Eggersdorf
- Haselsdorf-Tobelbad
  - Badegg, Haselsdorf, Haselsdorfberg, Tobelbad
- Hausmannstätten
  - Berndorf
- Hitzendorf
  - Altenberg, Altreiteregg, Berndorf, Doblegg, Höllberg, Holzberg, Mayersdorf, Michlbach, Neureiteregg, Niederberg, Oberberg, Pirka
- Höf-Präbach
  - Höf, Präbach
- Judendorf-Straßengel
  - Hundsdorf, Judendorf, Kugelberg, Rötz, Straßengel
- Kainbach bei Graz
  - Hönigtal, Kainbach, Schaftal
- Kalsdorf bei Graz
  - Forst, Großsulz, Kleinsulz, Thalerhof
- Krumegg
  - Kohldorf
- Kumberg
  - Kumberg, Gschwendt, Hofstätten, Rabnitz
- Langegg bei Graz
  - Hirtenfeld, Kogelbuch, Lambach, Langegg-Ort, Mittergoggitsch, Obergoggitsch, Unterbuch, Zaunstein
- Laßnitzhöhe
- Lieboch
  - Schadendorf, Spatenhof
- Mellach
  - Dillach, Enzelsdorf
- Nestelbach bei Graz
  - Mitterlaßnitz
- Peggau
  - Friesach
- Pirka
  - Windorf
- Raaba
  - Dürwagersbach
- Röthelstein
- Rohrbach-Steinberg
  - Rohrbach, Steinberg
- Sankt Bartholomä
  - Jaritzberg, Lichtenegg, Reiteregg
- Sankt Marein bei Graz
  - Sankt Marein bei Graz-Markt, Sankt Marein bei Graz-Umgebung
- Sankt Oswald bei Plankenwarth
  - Plankenwarth
- Sankt Radegund bei Graz
  - Willersdorf, Kickenheim, Diepoltsberg, Ebersdorf, Rinnegg, Schöckl
- Schrems bei Frohnleiten
  - Gschwendt, Schrems
- Seiersberg
  - Gedersberg, Neuseiersberg
- Semriach
  - Markterviertl, Präbichl, Rechberg, Schönegg, Thoneben, Windhof
- Stattegg
  - Buch, Eichberg, Hochgreit, Hohenberg, Hub, Kalkleiten, Krail, Leber, Mühl, Neudorf, Rannach, Steingraben, Ursprung
- Stiwoll
- Thal bei Graz
- Tulwitz
  - Tulwitzdorf, Tulwitzviertl
- Tyrnau
  - Nechnitz
- Übelbach
  - Kleintal, Land-Übelbach, Markt-Übelbach, Neuhof
- Unterpremstätten
  - Hautzendorf, Oberpremstätten
- Vasoldsberg
  - Breitenhilm, Ferbesdorf, Schelchenberg, Schelchental, Premstätten bei Vasoldsberg, Birkengreith, Birkendorf, Steinberg, Wiesental, Kühlenbrunn, Wagersbach, Wagersfeld, Aschenbachberg, Aschenbachtal
- Weinitzen
  - Fölling, Niederschöckl, Oberschöckl
- Werndorf
- Wundschuh
  - Forst, Gradenfeld, Kasten, Ponigl
- Zettling
  - Bierbaum, Laa
- Zwaring-Pöls
  - Dietersdorf, Fading, Lamberg, Pöls an der Wieserbahn, Steindorf, Wuschan, Zwaring